# Lorenzo Ornaghi

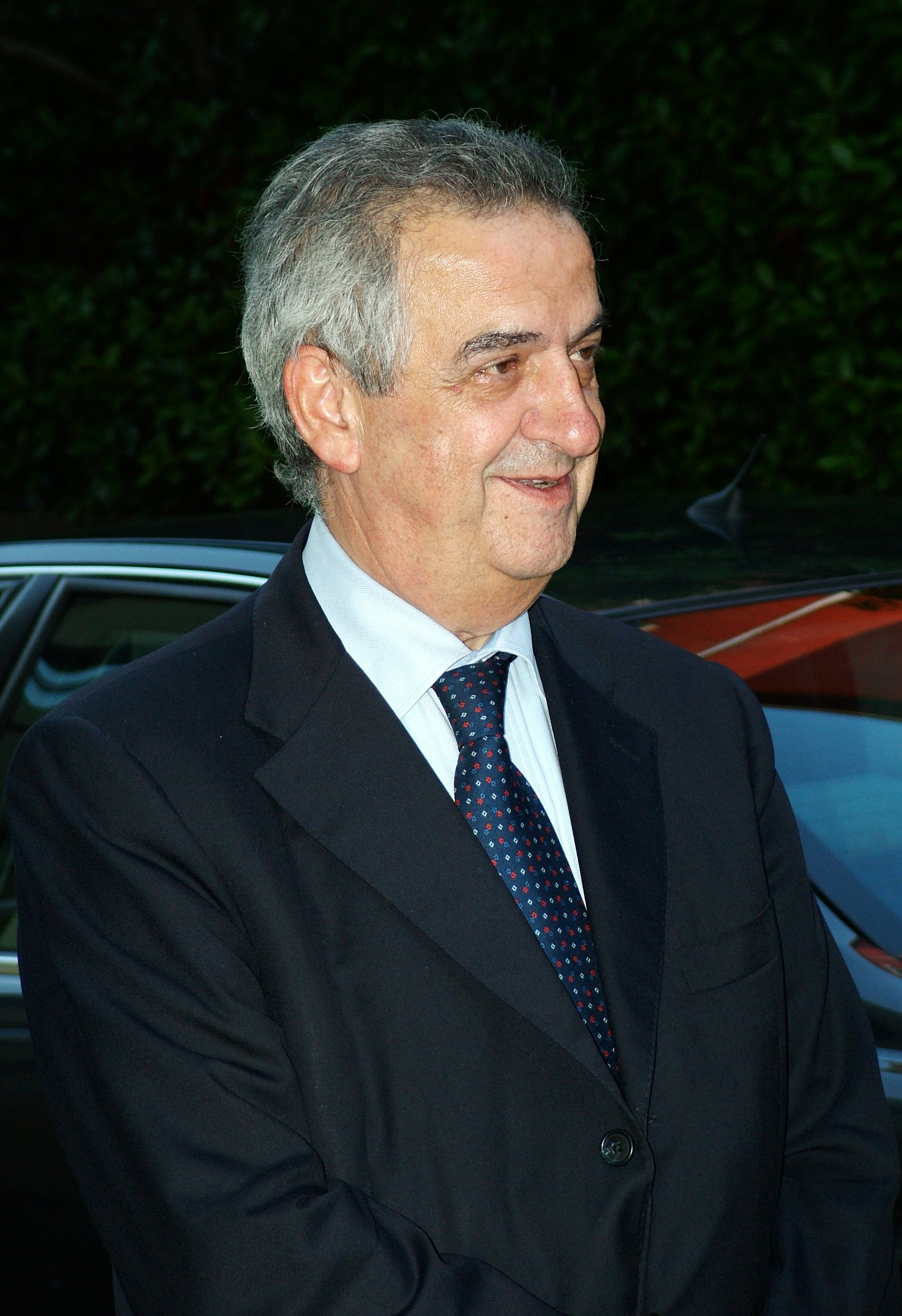
Lorenzo Ornaghi

Lorenzo Ornaghi (* 25. Oktober 1948 in Villasanta, Lombardei) ist ein italienischer Politikwissenschaftler. Von November 2011 bis April 2013 war er italienischer Kulturminister.

## Leben
Lorenzo Ornaghi graduierte 1972 in Politikwissenschaften an der Università Cattolica del Sacro Cuore und war ebenda in der Forschung tätig. 1987 erfolgte die Ernennung zum außerordentlichen Professor an der Universität Teramo. 1990 übernahm er die Professur für Politikwissenschaften an der Università Cattolica del Sacro Cuore. 2002 war er Vizerektor und zuständig für die internationalen Beziehungen. Seit 2006 ist er Rektor der Università Cattolica del Sacro Cuore und wurde 2010 wiedergewählt.

## Politik
Lorenzo Ornaghi war vom 16. November 2011 bis 28. April 2013 Minister für Kulturgüter in der Regierung von Italiens Ministerpräsident Mario Monti.
In politischer Hinsicht wird Ornaghi mit der konservativ-katholischen Bewegung Comunione e Liberazione in Verbindung gebracht.